# Classe Mantilla
La classe Mantilla è una categoria di cinque pattugliatori utilizzati dalla Prefectura Naval Argentina costruiti dall'Empresa Nacional Bazán tra il 1981 ed il 1982.

## Caratteristiche
La classe è stata sviluppata dalla società spagnola Empresa Nacional Bazán nel 1982.
Sono dei pattugliatori multiruolo con due fumaioli e un ponte per elicotteri. Queste navi hanno l'armamento principale (cannone L70 DP da 40 mm) nella posizione B. Le navi della classe Mantilla furono le prime navi della Guardia costiera argentina in grado di operare con a bordo degli elicotteri (AS 365 Dauphin o AS 350 Écureuil).
A partire dal 2014 le navi della classe sono state sottoposte a un programma di ammodernamento a Tandanor che ne prolungherà la carriera operativa di 30 anni.

## Unità della classe
| Nome                   | Matricola | Immagine | Costruttore            | Varo              | Entrata in servizio | Proprietario               | Numero MMSI | Bandiera             | Note  |
| ---------------------- | --------- | -------- | ---------------------- | ----------------- | ------------------- | -------------------------- | ----------- | -------------------- | ----- |
| Doctor Manuel Mantilla | GC-24     |          | Empresa Nacional Bazán | Giugno del 1981   | 5 aprile 1983       | Prefectura Naval Argentina | 701523000   | Argentina (bandiera) | [ 3 ] |
| Azopardo               | GC-25     |          | Empresa Nacional Bazán | Ottobre del 1981  | 15 luglio 1983      | Prefectura Naval Argentina | 701522000   | Argentina (bandiera) | [ 4 ] |
| Thompson               | GC-26     |          | Empresa Nacional Bazán | Dicembre del 1981 | 26 agosto 1983      | Prefectura Naval Argentina | 701537000   | Argentina (bandiera) | [ 5 ] |
| Prefecto Fique         | GC-27     |          | Empresa Nacional Bazán | Febbraio del 1982 | 18 novembre 1983    | Prefectura Naval Argentina | 701536000   | Argentina (bandiera) | [ 6 ] |
| Prefecto Derbes        | GC-28     |          | Empresa Nacional Bazán | Giugno del 1982   | 14 marzo 1984       | Prefectura Naval Argentina | 701535000   | Argentina (bandiera) |       |